# Gunvor
Gunvor Group Ltd es una empresa multinacional de comercialización de energía registrada en Chipre, con su principal oficina comercial en Ginebra, Suiza. Gunvor también tiene oficinas comerciales en Singapur, Houston, Stamford, Londres y Dubái, con una red de oficinas de representación en todo el mundo, incluidas las de Madrid y Bogotá. 
Fue creada como sociedad privada en 1997 por Gennady Timchenko y Torbjörn Törnqvist. En 2014, Timchenko vendió sus acciones a Törnqvist, que es ahora el accionista mayoritario. 
La empresa opera en la compraventa, transporte, almacenamiento y optimización de petróleo y otros productos energéticos, y tiene inversiones en terminales petrolíferas e instalaciones portuarias. Sus operaciones consisten en la obtención de petróleo crudo, productos petrolíferos, gas natural, GNL, electricidad, biocombustibles y metales, y su entrega al mercado a través de oleoductos, buques cisterna y otros medios.
Gunvor es una palabra de origen escandinavo que significa “prudente en el combate”.
En diciembre de 2023, Gunvor compró la participación del 75% que BP tenía en una central de gas con sede en Bilbao. 

## Creación
Gunvor fue creada en 1997 por Gennady Timchenko y Torbjörn Törnqvist. La empresa inició sus actividades en Ginebra en 2003.
Según el Financial Times, hasta 2007 la firma fue “un jugador de nicho” del sector petrolero, especializado en la exportación de petróleo ruso a través de Estonia. Sus operaciones reposan sobre el conocimiento de sus dos fundadores, especialistas del mercado ruso y de las infraestructuras de transporte.
Torbjörn Törnqvist es un hombre de negocios sueco nacido en 1953 y un especialista del sector petrolero. Ha ocupado funciones importantes especialmente en British Petroleum. Gennady Timchenko es ciudadano finlandés, pero nació en Leninakan, en la Armenia soviética, en 1952. Durante la perestroika, fue uno de los primeros en exportar petróleo ruso a Europa occidental, desde la refinería Kirishi (región de Leningrado). En 2007, Gunvor exportó 83 millones de toneladas de petróleo y derivados (60 millones de toneladas en 2006) y, de acuerdo con una entrevista efectuada por la revista de negocios sueca Affärs Varlden a Torbjörn Törnqvist, los objetivos de Gunvor para 2009 eran de entre 110 y 115 millones de toneladas para una facturación de 43 mil millones de dólares. La facturación de la empresa fue de aproximadamente 70 mil millones de dólares en 2008 y de 50 mil millones en 2009.

## Logística e Infraestructura
Gunvor no sólo invierte en la construcción de instalaciones de almacenamiento y terminales de petróleo, sino también en las empresas de envío o de carga, lo que según Torbjörn Törnqvist, da a la empresa “una ventaja comparativa frente a sus competidores”. Según el sitio web oficial de la empresa, Gunvor está asociada con una compañía de ferrocarriles especializada en el transporte de productos petrolíferos (Transoil) y tiene su propia compañía de transporte, Clearlake Shipping Ltd, que en 2006 transportaba el 30% del petróleo crudo que se comercializa a través del mar Báltico (20,5 millones de toneladas).
De acuerdo con la revista especializada Nefte Compass, las exportaciones rusas de petróleo realizadas por Gunvor se multiplicaron por 16 entre febrero de 2002 y febrero de 2008. La compañía controla el 60% de los volúmenes que pasan a través de Estonia y el 41% de los que pasan por el puerto ruso de Primorsk, cerca de San Petersburgo. En 2009, Gunvor ha realizado importantes inversiones en la construcción de terminales de petróleo, particularmente en el puerto de Ust-Luga, en el mar Báltico. En septiembre de 2009, la terminal fue vendida a Transneft.
En septiembre de 2009, Gunvor realizó su primera inversión directa en la exploración de petróleo mediante la adquisición del 30% del bloque Lagansky en el mar Caspio. Se sabe con certeza que el yacimiento de petróleo, cuyas acciones fueron compradas nuevamente a Lundin Petroleum, tiene reservas de 230 millones de barriles.